# La figlia di Iorio (Michetti)
La figlia di Iorio è un dipinto a tempera su tela (cm 550 x 280) realizzato da Francesco Paolo Michetti nel 1895. Oggi l'opera è conservata nel Palazzo della Provincia a Pescara.

## Storia
Il dipinto fu esposto nello stesso anno in cui fu realizzato all'Esposizione internazionale d'arte di Venezia, dove ricevette il primo premio.
Per la realizzazione dell'opera Francesco Paolo Michetti si ispirò ad una scena alla quale aveva assistito a Tocco da Casauria, suo paese natale, dove in un giorno d'estate era apparsa correndo sulla piazza una giovane donna scarmigliata inseguita da alcuni contadini, eccitati dal vino e dal sole, come raccontò D'Annunzio, presente con lui alla scena, in un’intervista nel 1921, svelando il nucleo generativo di entrambe le opere omonime:
(D'Annunzio riportato in Filippo Surico, Ora luminosa - Le mie conversazioni letterarie con Gabriele D'annunzio nell'ospitalità di Villa Cargnacco a Gardone Riviera, Editrice Urbs 1939)
D'Annunzio scrisse una lettera al Michetti, subito dopo aver terminato di scrivere La Figlia di Iorio: 
(Gabriele D'Annunzio, lettera a Michetti, 31 agosto 1903)

## Analisi dell'opera
In primo piano vediamo proprio una fanciulla che, in un ambiente naturale, passa accanto a degli uomini che la osservano: ella indossa un lungo abito rosso e ha il capo coperto, in modo da celare la sua procacità; in realtà, con un simile espediente viene sottolineata l’innocenza della protagonista nel non voler provocare gli sguardi. La modella scelta per la donna fu Giuditta Saraceni, una diciannovenne originaria di Orsogna.
Le persone che osservano la passante sono sette, cinque in primo piano e due di contorno, sedute o sdraiate. Allo sguardo di ogni figura viene affidato un sentimento diverso. Il primo da sinistra è raffigurato supino e con uno sguardo malizioso; egli rappresenta un autoritratto del Michetti. Il secondo personaggio, posto alle spalle della donna, ha le sembianze del musicista e poeta Paolo De Cecco, frequentatore del Cenacolo michettiano di Francavilla al Mare; il terzo, seduto nel mezzo del gruppetto di mietitori, si caratterizza per un atteggiamento più calmo, al punto che sembra richiamare i suoi vicini alla compostezza e alla moderazione; accanto a lui c’è un altro giovane dall'aspetto esile, tutto raccolto in se stesso e con le mani strette tra le ginocchia, e che forse ha lanciato una frase d’invito; il quinto uomo mostra uno sguardo trasognato: egli è stregato dalla donna, come è evidente dai suoi grandi occhi dilatati. 
Lo sfondo è dominato dall'imponente mole della Maiella, e in particolare il profilo montuoso riprodotto nel dipinto è visibile solo da Orsogna, dove il pittore ne realizzò lo studio nella Torre Di Bene. Il delicato e modulato profilo montuoso è messo ben in risalto dal colore terso e luminoso del cielo azzurro.